# Union des femmes artistes musiciennes
 (août 2025).
La mise en forme du texte ne suit pas les recommandations de Wikipédia : il faut le « wikifier ».
Les points d'amélioration suivants sont les cas les plus fréquents :
- Les titres sont pré-formatés par le logiciel. Ils ne sont ni en capitales, ni en gras.
- Le texte ne doit pas être écrit en capitales (les noms de famille non plus), ni en gras, ni en italique, ni en « petit »…
- Le gras n'est utilisé que pour surligner le titre de l'article dans l'introduction, une seule fois.
- L'italique est rarement utilisé : mots en langue étrangère, titres d'œuvres, noms de bateaux, etc.
- Les citations ne sont pas en italique mais en corps de texte normal. Elles sont entourées par des guillemets français : « et ».
- Les listes à puces sont à éviter, des paragraphes rédigés étant largement préférés. Les tableaux sont à réserver à la présentation de données structurées (résultats, etc.).
- Les appels de note de bas de page (petits chiffres en exposant, introduits par l'outil «  Source ») sont à placer entre la fin de phrase et le point final[comme ça].
- Les liens internes (vers d'autres articles de Wikipédia) sont à choisir avec parcimonie. Créez des liens vers des articles approfondissant le sujet. Les termes génériques sans rapport avec le sujet sont à éviter, ainsi que les répétitions de liens vers un même terme.
- Les liens externes sont à placer uniquement dans une section « Liens externes », à la fin de l'article. Ces liens sont à choisir avec parcimonie suivant les règles définies. Si un lien sert de source à l'article, son insertion dans le texte est à faire par les notes de bas de page.
- La présentation des références doit suivre les conventions bibliographiques. Il est recommandé d'utiliser les modèles {{Ouvrage}}, {{Chapitre}}, {{Article}}, {{Lien web}} et/ou {{Bibliographie}}. Le mode d'édition visuel peut mettre en forme automatiquement les références.
- Insérer une infobox (cadre d'informations à droite) n'est pas obligatoire pour parachever la mise en page.

Pour une aide détaillée, merci de consulter Aide:Wikification.
Si vous pensez que ces points ont été résolus, vous pouvez retirer ce bandeau et améliorer la mise en forme d'un autre article.
Pour les articles homonymes, voir Union des femmes.
L’Union des Femmes Artistes Musiciennes (UFAM) est une association à but non lucratif reconnue d’utilité publique créée à Paris en 1910, et dissoute en 2016. 
L’interprétation de l’acronyme UFAM comme signifiant “Union Française des Artistes Musiciens”, bien qu’historiquement incorrecte, est particulièrement répandue,,.
Fondée sur le modèle d’une organisation charitable ayant pour but de venir en aide aux femmes instrumentistes et chanteuses grâce au soutien de mécènes philanthropes et au secours mutuel, l’UFAM se tourne ensuite rapidement vers l’organisation de concerts puis de prestigieux concours internationaux de musique.

## Histoire
L’Union des Femmes Artistes Musiciennes (UFAM) est créée en 1910 par Lucy Tassart (chanteuse et femme mondaine) et Privat de Séverac (compositeur et chef d’orchestre mondain) en réponse aux difficultés éprouvées par les musiciennes au début du XXème siècle. Alors qu’un nombre croissant de femmes sont formées dans les institutions musicales, leur insertion professionnelle est contestée et elles ne peuvent prétendre qu’à un nombre très limité d’emplois. Les orchestres par exemple n’ouvraient pas, ou extrêmement peu, de postes aux musiciennes. 
L’UFAM a pour objectif de « porter assistance à la femme musicienne sous la forme la plus pratique », en procurant un soutien financier, médical et légal à ses adhérentes qui le sollicitent. Elle est reconnue d’utilité publique le 12 février 1914 .
Elle s’inscrit dans le sillage de nombreuses unions professionnelles structurées à l’aube du XXème siècle autour de principes mutualistes; comme l’Union des femmes peintres et sculpteurs (fondée en 1881 avec des statuts proches de ceux qu'adoptera l’UFAM, il s'agit de la première des sociétés de femmes artistes en France) ou l’Union des femmes professeurs et compositrices de musique (UFPC), association fondée en 1907 et luttant pour la reconnaissance de la légitimité des musiciennes, pédagogues et compositrices.
Lucy Tassart (née à Paris en 1863 et morte en 1946) est la fille d’un journaliste mondain (Victor Courbouleix, qui a notamment été président du conseil d’administration du Gil Blas) et l'épouse d’un magistrat influent (Jules Tassart, vice-président de la cour d’appel de Paris et Chevalier de la Légion d’honneur). Elle évolue comme chanteuse mondaine dans divers salons parisiens à partir des années 1890 et fréquente les élites politiques, financières, artistiques et féministes de la capitale, assistant notamment aux conférences de suffragettes. L’UFAM, créée à son initiative, s’appuie fortement sur son réseau de relations, et elle en reste la Présidente jusqu’à son décès en 1946. 
Si le fondateur officiel de l’UFAM est Privat de Sévérac, ce titre est toutefois honorifique: il ne prend pas part aux décisions de l’UFAM et ne fait pas partie de son bureau. Les associations d’utilité publique ne pouvant officiellement être non-mixtes, il joue un rôle de caution masculine, dont les dirigeantes avaient besoin pour demander des subventions, et, plus largement, exister dans l’espace de la charité.
En 1942, l'UFAM décide d'abandonner la non mixité pour ouvrir aux hommes son concours annuel, à l'origine destiné à promouvoir de jeunes talents féminins.
L’UFAM a été officiellement dissoute par décret du 13 mai 2016 .

## Aides aux musiciennes
Les statuts de l’association détaillent les dispositifs suivants de soutien aux musiciennes  :
1. Création d'une Caisse de Secours pour venir en aide aux musiciennes adhérentes depuis au moins 3 mois se trouvant dans le besoin.
2. Allocation de loyers, après examen des demandes adressées par les intéressées.
3. Indemnités accordées pour frais de séjour de repos à la campagne en faveur des adhérentes dont l'état de santé l'exigerait (chaque année, la Société enverra à la campagne un certain nombre d'adhérentes exonérées de tous frais).
4. Conseils juridiques à l'occasion de tous les différends pouvant intéresser les adhérentes.
5. Assistance médicale.
6. Médicaments.
7. Vestiaire (prêt de robes de soirées, tenues de scène ou d'enseignement).
8. Aide par le travail: concerts, cachets, leçons.
9. Création d'une Maison de retraite (projet abouti en 1933. À la suite du décès d’une ancienne bienfaitrice, Mme Parise, l’UFAM se voit léguer une ancienne maison à Samoreau, en Seine-et-Marne, réhabilitée pour devenir une maison de retraite à même d’accueillir quelques adhérentes pour des séjours périodiques)[8].

L’association est à sa création composée de trois catégories de membres: Membres Bienfaiteurs (pour les mécènes, hommes ou femmes), Membres Honoraires, et Adhérentes Professionnelles Bénéficiaires (qui versent une cotisation annuelle de 10 francs et doivent justifier de leur statut de musicienne pour pouvoir bénéficier d’aides).

## Concerts de l’UFAM
Le mécénat se révélant vite insuffisant pour couvrir les dépenses consacrées à soutenir ses adhérentes, l’UFAM décide d’organiser des concerts dont les recettes de billetterie alimentent ses caisses. 
C’est dans ce cadre que sont créés en 1914 l’Orchestre et les Chœurs de l’Union des femmes artistes musiciennes, comprenant jusqu’à 250 choristes et instrumentistes, toutes adhérentes, parfois soutenues par des supplémentaires masculins. S'il s'agit dans un premier temps d'un orchestre de circonstance, il semble s’être par la suite structuré en formation régulière. De sa création à 1939, l’UFAM donne ainsi près de 80 concerts choro-symphoniques, le plus fréquemment dirigés par Georges de Lausnay (1882 - 1964). Ces concerts représentent alors la principale recette mais aussi le principal poste de dépenses de l’UFAM.   
Peu après la création de l’Orchestre et des Chœurs, toujours en 1914, l’UFAM ouvre un studio de musique – lieu de répétition et de réunion, dans lequel les adhérentes peuvent se rencontrer mais aussi se produire chaque semaine devant des directeurs de salles de concerts et des personnalités mondaines. Ce studio est installé dans l’atelier de Victor Charpentier, frère du compositeur Gustave Charpentier, au 17 rue des Martyrs à Paris (son existence n'est plus mentionnée dans les documents de l'association après 1918).
Concentrés dans l’Ouest parisien, les concerts de l’UFAM sont majoritairement donnés salle Gaveau, même si des représentations plus modestes, lors desquelles ses adhérentes se produisent en vue d’être repérées, sont également organisées dans différents hôtels ou au Studio. 
En 1923, un Conservatoire de l’UFAM est créé, dont les enseignantes sont recrutées parmi les adhérentes.

## Concours internationaux de musique et de chant de l’UFAM
De la fin de la seconde guerre mondiale jusqu’à sa dissolution, l’UFAM s’est presque exclusivement consacrée à l’organisation de ses concours internationaux de musique et de chant (créés à partir des années 1930) et d’un concert annuel des lauréats à Paris.
Les concours internationaux de l’UFAM ont lieu chaque année à Paris et sont ouverts à tous les candidats sans limite d’âge, avec pour but de promouvoir de jeunes artistes et de les aider à entamer une carrière.
L'UFAM gère au cours de son histoire plusieurs concours:
- Les Concours d'instruments (au début du XXIème siècle, les disciplines suivantes sont proposées: guitare, violon, alto, violoncelle, harpe, clarinette, piano, piano jazz, trompette, hautbois, flute, saxophone, cor, trombone, piccolo, orgue)
- Le Concours International de Musique de Chambre de Paris
- Le Concours International de Chant de Paris
- Le Concours International de Musique d'Ensemble

Pour ses concours d'instruments, l'UFAM commissionne régulièrement la composition de nouvelles œuvres à des compositeurs contemporains.
De nombreux solistes classiques renommés sont d'anciens lauréats des concours de l'UFAM.